# Лејк Парк (Џорџија)
Лејк Парк (Џорџија) (енгл. Lake Park) град је у америчкој савезној држави Џорџија. По попису становништва из 2010. у њему је живело 733 становника.

## Демографија
Према попису становништва из 2010. у граду је живело 733 становника, што је 184 (33,5%) становника више него 2000. године.
| Група             | 2000.       | 2010.       |
| Белци             | 419 (76,3%) | 559 (76,3%) |
| Афроамериканци    | 86 (15,7%)  | 104 (14,2%) |
| Азијати           | 2 (0,4%)    | 5 (0,7%)    |
| Хиспаноамериканци | 23 (4,2%)   | 42 (5,7%)   |
| Укупно            | 549         | 733         |